# Aïchatou Boulama Kané
Aïchatou Boulama Kané (sinh ngày 24 tháng 4 năm 1955) là một chính trị gia người Niger. Bà từng là Bộ trưởng Bộ Ngoại giao của Nigeria từ năm 2015 đến năm 2016 và là Bộ trưởng Bộ Kế hoạch từ năm 2016.

## Tiểu sử
Kané sinh ngày 24 tháng 4 năm 1955 tại Keita, Nigeria. Bà là con gái lớn của 16. Sau khi được giáo dục tiểu học tại Mainé-Soroa từ năm 1961 đến 1967, bà đã tham dự Lycée Mariama ở Niamey nơi bà đã nhận được bằng Baccalauréat série D vào năm 1974. Bà theo đuổi giáo dục đại học ở Pháp tại Đại học Rennes 1, lấy bằng kinh tế vào năm 1979, và sau đó học tại Đại học Pantheon-Sorbonne, lấy bằng tốt nghiệp Nghiên cứu chuyên ngành. Kané trở lại Nigeria năm 1983 và làm việc cho Bộ Mỏ, Công nghiệp và Nghệ nhân.
Kané đã dẫn đầu một cuộc tuần hành quan trọng phản đối sự đại diện thấp của phụ nữ trong Hội nghị Quốc gia, trong đó ngày 13 tháng 5 được tổ chức là Ngày Phụ nữ Nigeria. Năm 1991, bà được bầu vào Hội nghị quốc gia có chủ quyền với tư cách là thành viên của Đảng Nigeria vì Dân chủ và Chủ nghĩa xã hội. Bà được mệnh danh là Ngoại trưởng Kế hoạch năm 1993 và chiến đấu vì sự di chuyển lên cao của phụ nữ châu Phi. Đặc biệt, bà đã thúc đẩy việc trao quyền cho phụ nữ thông qua việc phát triển các hoạt động của mình, bao gồm cả hàng thủ công. Việc bổ nhiệm bà làm Điều phối viên của Triển lãm Quốc tế về Thủ công cho Phụ nữ (SAFEM) năm 2000 đã minh họa cho những nỗ lực của bà trong ngành thủ công của phụ nữ. Nó đã trở thành một cơ quan chính phủ vào năm 2005 nhưng đã độc lập từ năm 2007.
Kané được Hội đồng Bộ trưởng bổ nhiệm làm Thống đốc Niamey vào năm 2011. Bà phục vụ ở vị trí này trong hai năm trước khi gia nhập Bộ Nội vụ.
Bà là Bộ trưởng Bộ Ngoại giao từ năm 2015 đến 2016. Bà được Tổng thống, Mahamadou Issoufou bổ nhiệm, để thay thế Mohamed Bazoum vào ngày 25 tháng 2 năm 2015. Kané trước đây đã từng là chánh văn phòng của Issoufou. Là bộ trưởng ngoại giao, Kané đã có bài phát biểu trước Liên Hợp Quốc ủng hộ giải pháp hoà giải hai nhà nước Israel và Palestine và cảm ơn liên minh tham gia chiến đấu với nhóm khủng bố Boko Haram. Kané ủng hộ Niger tham gia vào tiến trình hòa bình bị Liên Hợp Quốc trừng phạt ở Libya, phát biểu về chủ đề này trong một hội nghị quốc tế vào tháng 12 năm 2015. Vào tháng 2 năm 2016, bà đã giúp bảo vệ việc thả Jocelyn Elliott, một phụ nữ Úc, cùng với chồng Ken, bị phiến quân Hồi giáo bắt cóc ở Burkina Faso.
Vào ngày 11 tháng 4 năm 2016, bà được Ibrahim Yacouba thay thế làm bộ trưởng ngoại giao. Kané thay vào đó được bổ nhiệm làm Bộ trưởng Kế hoạch và Chủ tịch Hội đồng Bộ trưởng của AFRISTAT. Bà kết hôn với Kane Souleymane, một cố vấn tổng thống và có ba đứa con.
Vào tháng 8 năm 2023, sau cuộc đảo chính của những người theo chủ nghĩa đảo chánh ở Niger, Aïchatou Kané Boulama từ chối rời bỏ danh sách đại sứ của Niger tại Pháp.